# Astrid Scholte
Astrid Scholte (Singapura) é uma escritora nascida em Singapura mas com cidadania australiana, ela é best-seller internacional, vive em Melbourne, Austrália. Ela escreve livros de fantasia e thriller distópico.

## Biografia
Ela estudou animação 3D na universidade e desde então trabalha na indústria de animação e efeitos visuais há mais de dez anos como artista e gerente de artistas. Além da animação trabalhou com cinema e televisão, tanto como artista quanto produtora, e chegou a participar de sucessos como Avatar, de James Cameron, e As aventuras de Tintin, de Steven Spielberg.
Atualmente ela mora em Melbourne, Austrália, com seu noivo e dois gatos. Também morou em Sydney, Nova Zelândia, Nova Jersey e Singapura, onde nasceu. Nas horas vagas, ela gosta de pintar seus personagens fictícios favoritos e ela tem uma coleção de recordações da Disney.

## Obras
- Four Dead Queens (2019)[5] no Brasil: As Quatro Rainhas Mortas (Galera Record, 2019) / em Portugal: A Morte de Quatro Rainhas (Edições Gailivro, 2020)
- The Vanishing Deep (2020)[6]

### SérieThe League of Liars
- League of Liars (2022)[7]
- Shadows of Truth (2024)